# سووایاک، اوب
سووایاک صربی: Sovljak}} یک روستا در صربستان است که در Ub Municipality واقع شده‌است. سووایاک ۱۷٫۶۱ کیلومتر مربع مساحت و ۱٬۸۳۹ نفر جمعیت دارد و ۱۰۴ متر بالاتر از سطح دریا واقع شده‌است.